# Carsten Bresser
Carsten Bresser (Würzburg, 4 september 1970) is een voormalig Duits mountainbiker, die zijn vaderland tweemaal vertegenwoordigde bij de Olympische Spelen: in 2000 (Sydney) en 2004 (Athene).
Bresser has now completed seven editions of the Absa Cape Epic mountain bike stage race in South Africa. He races in the Masters category, which he won in 2011.

## Erelijst

### Mountainbike
1995
- Duitse kampioenschappen mountainbike (cross country)

1997
- Duitse kampioenschappen mountainbike (cross country)

2000
- 8e Olympische Spelen (cross country)

2001
- 2e in Schifferstadt (cross country)

2003
- Duitse kampioenschappen mountainbike (cross country)
- Wereldkampioenschappen mountainbike (marathon)

2004
- 20e Olympische Spelen (cross country)
- 3e in Neustadt-Weinstrasse (cross country)